# Club Voleibol Zaragoza
Club Voleibol Zaragoza (arag. Club Boleibol Zaragoza) – hiszpański klub siatkarski z Saragossy. Obecnie występuje w najwyższej klasie rozgrywek klubowych w Hiszpanii. Od nazwy sponsora przyjął nazwę Multicaja Fábregas Sport.

## Rozgrywki krajowe
| Sezon     | Rozgrywki           | Osiągnięcie |
| --------- | ------------------- | ----------- |
| 1998/1999 | Segunda División    | 1. miejsce  |
| 1999/2000 | Primera División    | 3. miejsce  |
| 2000/2001 | Liga FEV            | 5. miejsce  |
| 2001/2002 | Liga FEV            | 3. miejsce  |
| 2002/2003 | Superliga           | 11. miejsce |
| 2003/2004 | Superliga           | 13. miejsce |
| 2004/2005 | Liga FEV            | 3. miejsce  |
| 2005/2006 | Liga FEV            | 2. miejsce  |
| 2006/2007 | Superliga           | 9. miejsce  |
| 2007/2008 | Superliga           | 7. miejsce  |
| 2008/2009 | Superliga           | 7. miejsce  |
| 2009/2010 | Superliga           | 12. miejsce |
| 2010/2011 | Superliga           | 9. miejsce  |
| 2011/2012 | Superliga           | 6. miejsce  |
| 2012/2013 | Superliga           | 10. miejsce |
| 2013/2014 | Segunda División    | 1. miejsce  |
| 2014/2015 | Segunda División    | 1. miejsce  |
| 2015/2016 | Primera División    | 10. miejsce |
| 2016/2017 | Primera División    | 7. miejsce  |
| 2017/2018 | Segunda División    | 1. miejsce  |
| 2018/2019 | Primera División    | 12. miejsce |
| 2019/2020 | Primera División    | —           |
| 2020/2021 | Primera División    | 12. miejsce |
| 2021/2022 | Primera División    | 10. miejsce |
| 2022/2023 | Superliga 2 (gr. C) | 10. miejsce |

Poziom rozgrywek:
     pierwszy poziom
     drugi poziom
     trzeci poziom
     czwarty poziom

## Rozgrywki międzynarodowe
Club Voleibol Zaragoza nie uczestniczył dotychczas w rozgrywkach międzynarodowych.

## Kadra w sezonie 2009/2010
- Pierwszy trener:  Francisco Javier Díaz
- Drugi trener:  Diego Carreras

| Nr | Imię i nazwisko | Data ur. | Wzrost | Pozycja      |
| -- | --------------- | -------- | ------ | ------------ |
| 1  | Rodrigo Mendes  | 1986     | 190    | atakujący    |
| 2  | Hector García   | 1982     | 181    | rozgrywający |
| 3  | Adrián Fidalgo  | 1987     | 205    | środkowy     |
| 4  | Ruben Calonge   | 1985     | 191    | atakujący    |
| 5  | Jesús Rangel    | 1980     | 190    | przyjmujący  |
| 7  | Zebenzui Jorge  | 1985     | 170    | libero       |
| 8  | Adrián Nicolás  | 1993     | 190    | przyjmujący  |
| 10 | Marc Altayó     | 1986     | 203    | środkowy     |
| 11 | Noé De Mena     | 1978     | 190    | przyjmujący  |
| 15 | Jorge Brea      | 1983     | 188    | przyjmujący  |
| 16 | Brian Thornton  | 1985     | 188    | rozgrywający |
| 17 | Jesús Nadalín   | 1984     | 200    | środkowy     |